# Julius Greilsheimer
Julius Greilsheimer (geboren 29. April 1890 in Friesenheim; gestorben 11. Februar 1944 im KZ Auschwitz) war ein deutscher Rabbiner.

## Leben
Julius Greilsheimer besuchte die Volksschule seines Geburtsortes und absolvierte das Gymnasium in Lahr. Seine Ausbildung zum Rabbiner erhielt er am Jüdisch-Theologischen Seminar in Breslau.
Nach dem Ersten Weltkrieg arbeitete Greilsheimer zunächst als Hauslehrer, bis er 1924 vom Oberrat der Israeliten Badens als Bezirksrabbiner für die Rabbinatsbezirke Mosbach-Merchingen-Wertheim angestellt wurde. Als Vertreter der Rabbinerschaft wurde er in die Landessynode gewählt. Von 1924 bis 1939 wohnte er gemeinsam mit seiner Frau Karoline Greilsheimer geb. Schlesinger und den drei Töchtern Elfriede, Lore und Edith – die als Zwillinge zur Welt kamen – in der Schloßgartenstraße 3 in Mosbach. In einer Rede zu den Feierlichkeiten um den Glockeneinzug der neuen Glocken für die Stiftskirche St. Juliana am 14. Oktober 1924 fügte er sich in die Mosbacher Bürgerschaft ein und wurde zu einem Symbol des Mosbacher Judentums.
Am 8. Januar 1939 wanderte die ganze Familie über Heiden in der Schweiz nach Holland aus. Dort als unerwünschte Flüchtlinge aufgegriffen, gerieten sie in das Polizeiliche Judendurchgangslager Camp de Westerbork. Von hier aus stellte Greilsheimer im Dezember 1939 einen Antrag auf Auswanderung beim Generalkonsulat der Republik El Salvador.
Am 15. Juli 1943 kam im Camp Westerbork Greilsheimers Sohn, Isbert Isaak Greilsheimer zur Welt. Er verstarb jedoch noch am selben Tag.
Über das Sammel- und Durchgangslager Drancy in Frankreich wurde die Familie am 3. Februar 1944 mit dem 67. Transport RSHA Juden nach Auschwitz deportiert. Der Transport, der 1200 Personen umfasste, kam am 6. Februar 1944 im Lager an. Am 11. Februar 1944 wurden alle Familienmitglieder in den Gaskammern des größten deutschen Vernichtungslagers Auschwitz-Birkenau ermordet. 
Im Andenken an den Rabbiner Greilsheimer und die ermordeten Mosbacher Juden wurde im Herbst 1947 in Gan Jiskor (Israel) ein Hain von 100 Bäumen gepflanzt.